# 巴库喷泉广场
喷泉广场是位于阿塞拜疆首都巴库市中心的一个公共广场。该广场曾被当地人称为“栏杆”（Parapet），这种说法一直沿用至今。“喷泉广场”的名号，来自于散布于整个广场上的几十座喷泉，其中最早的一座喷泉是在苏联统治时期所建造。
该广场也是一个公共集会的场所，特别是在营业时间结束后及周末期间最为热闹。作为首都的一个著名旅游目的地，广场还拥有许多精品店、餐馆、商店、酒店和道路。它从独立街和巴库古城城墙开始，一直延伸至尼扎米街，在流行文化中也称为“托戈维亚亚街”（俄语“商业街”），它与巴库滨海大道平行。喷泉广场是巴库当局举行许多公共节日、表演和庆祝活动的地点。
2010年，巴库政府对广场进行了翻新。当地的菜肴“喷泉广场沙拉”以它命名。

喷泉广场的景色
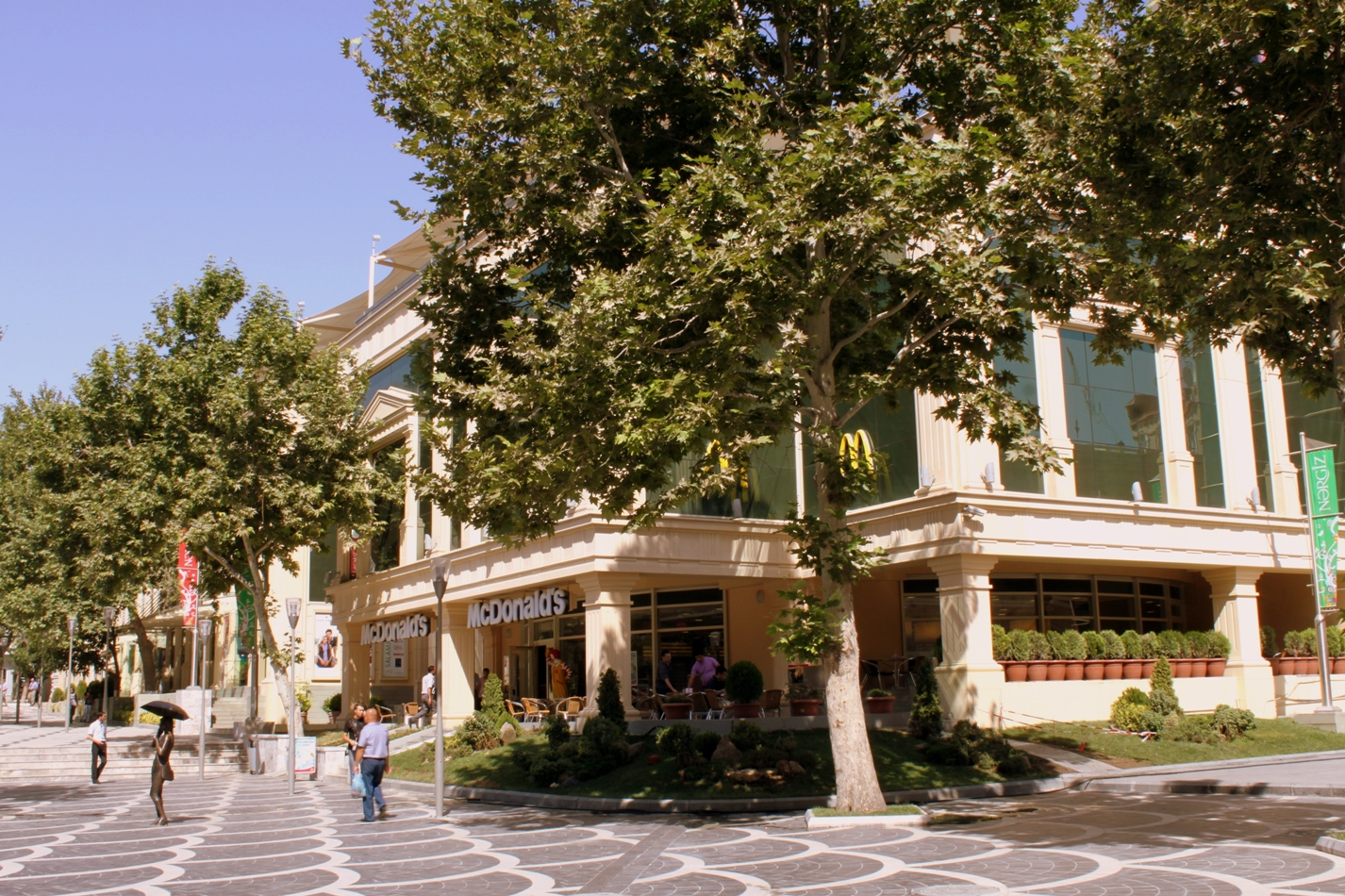
喷泉广场的麦当劳店，是巴库市的第一家连锁店
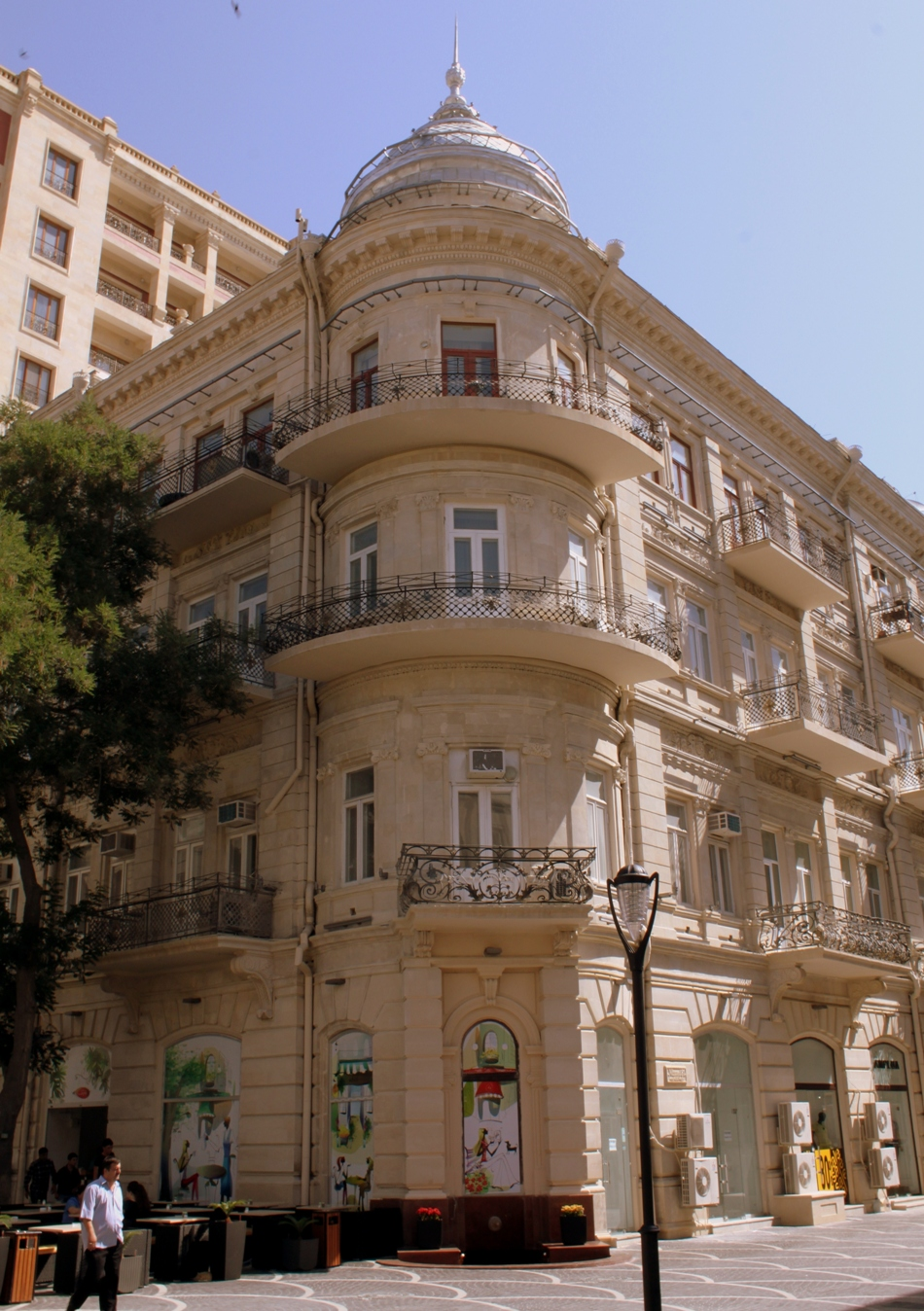
尼扎米街（英语：Nizami Street）上的19世纪建筑
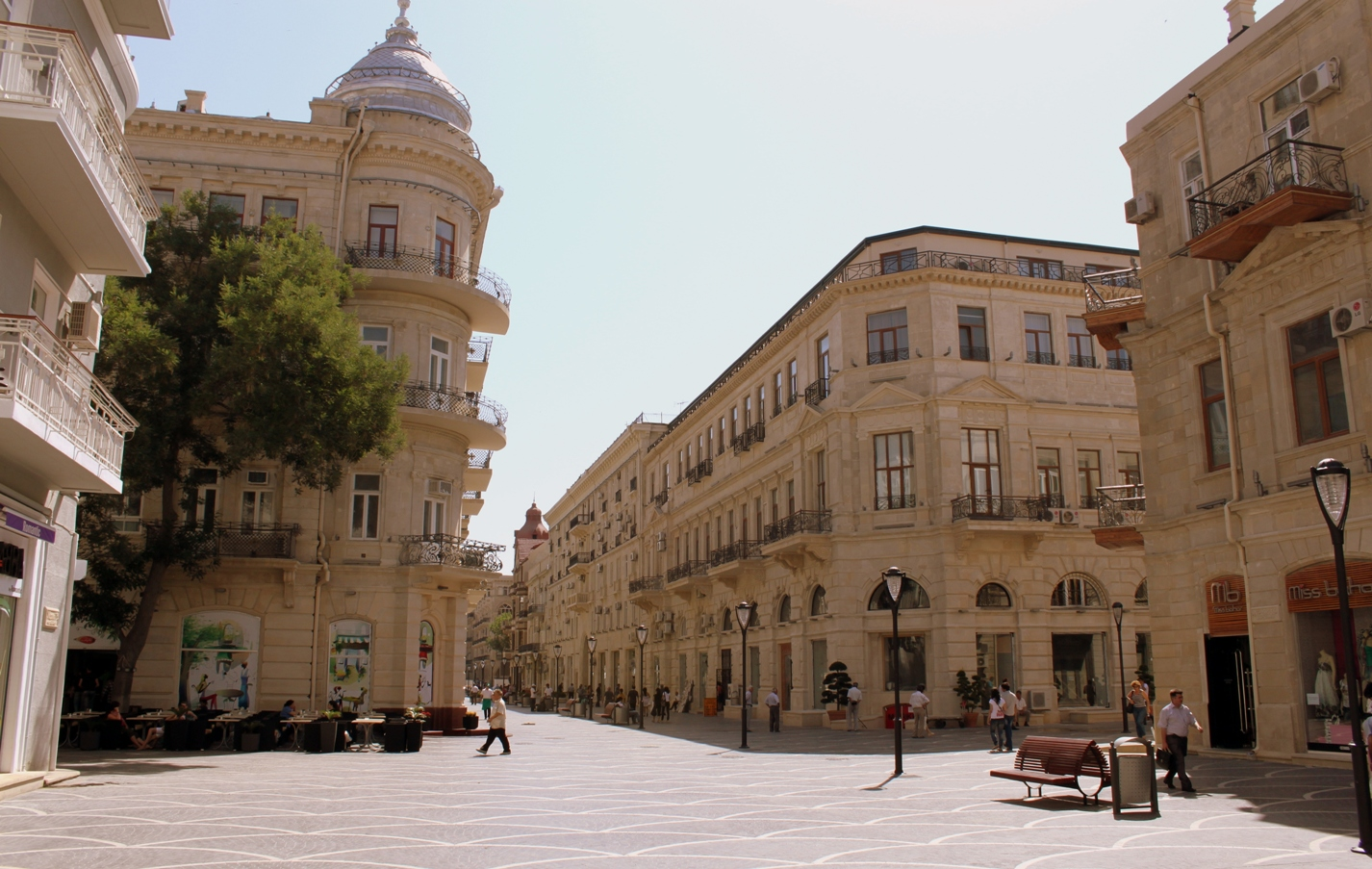
托戈维亚亚街上等待傍晚的人群
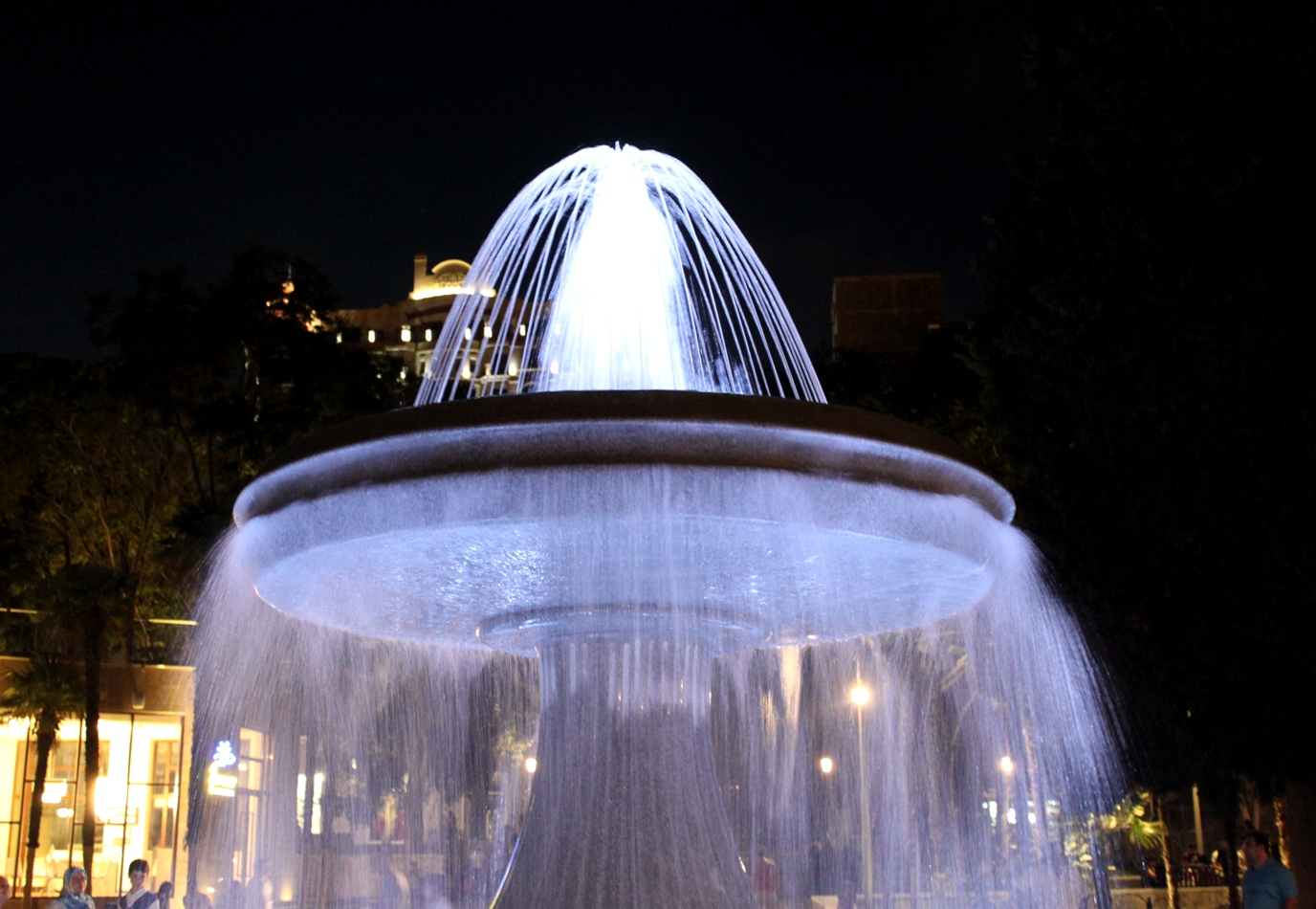
晚上的喷泉
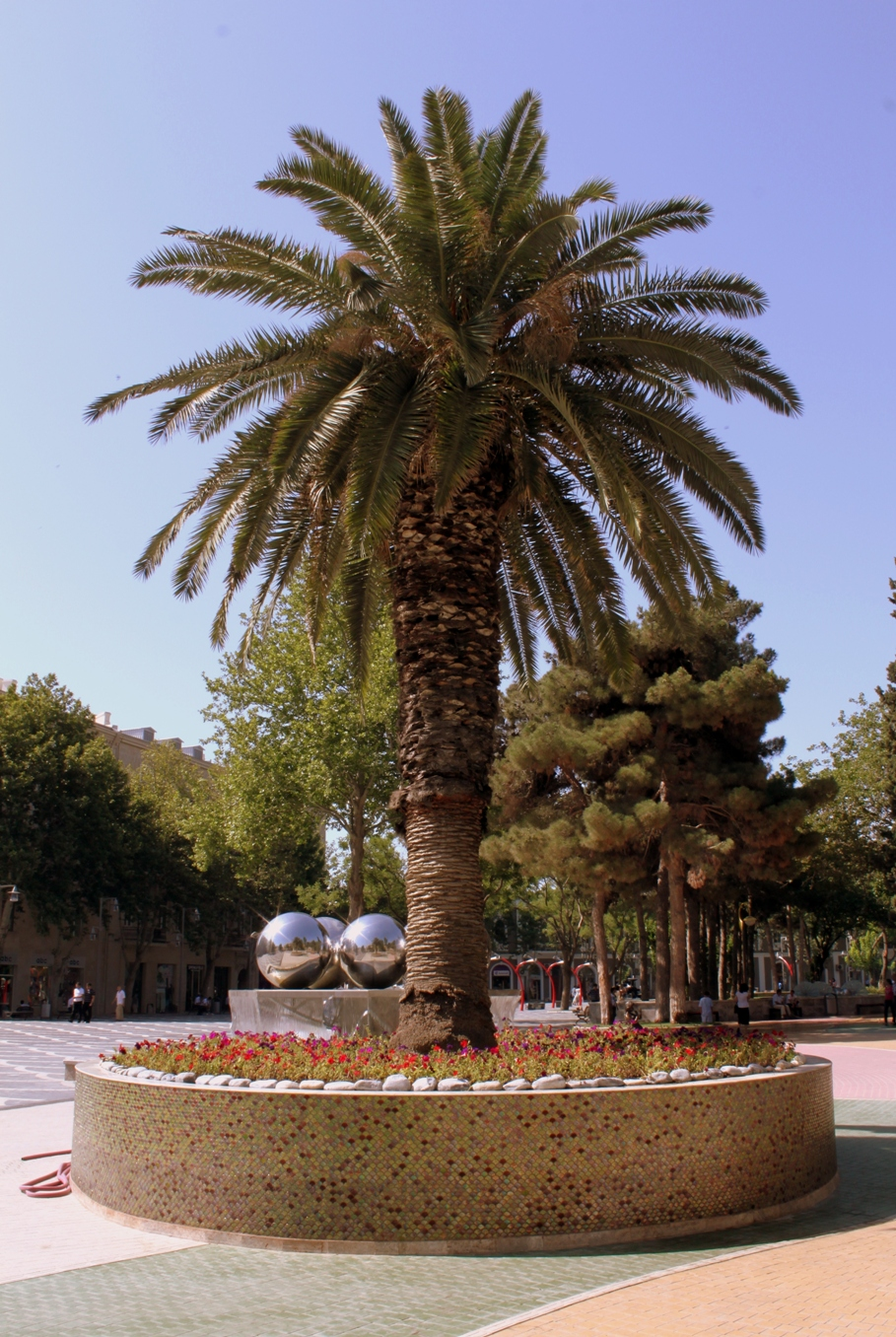
广场上的棕榈树
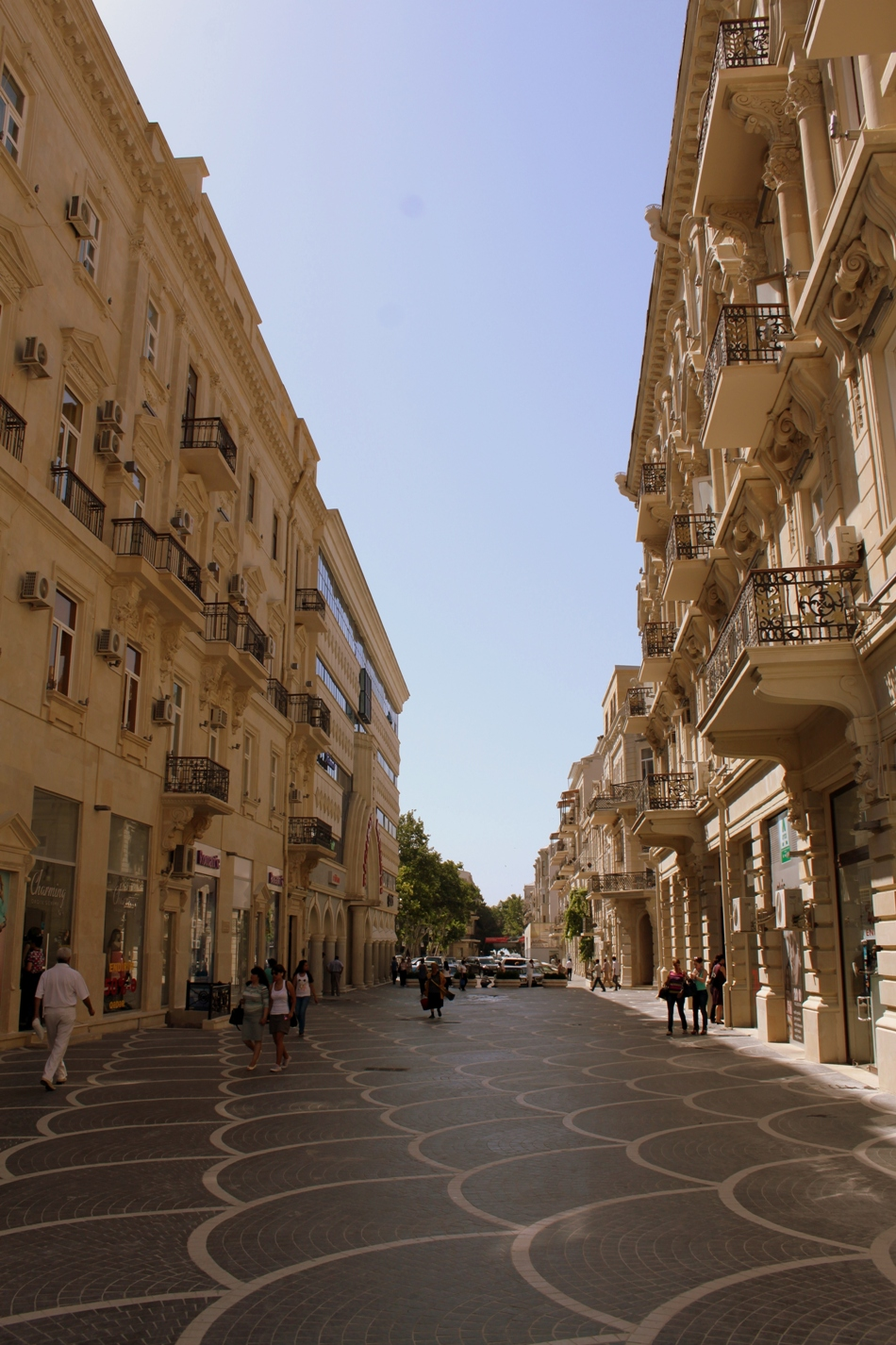
早晨的广场
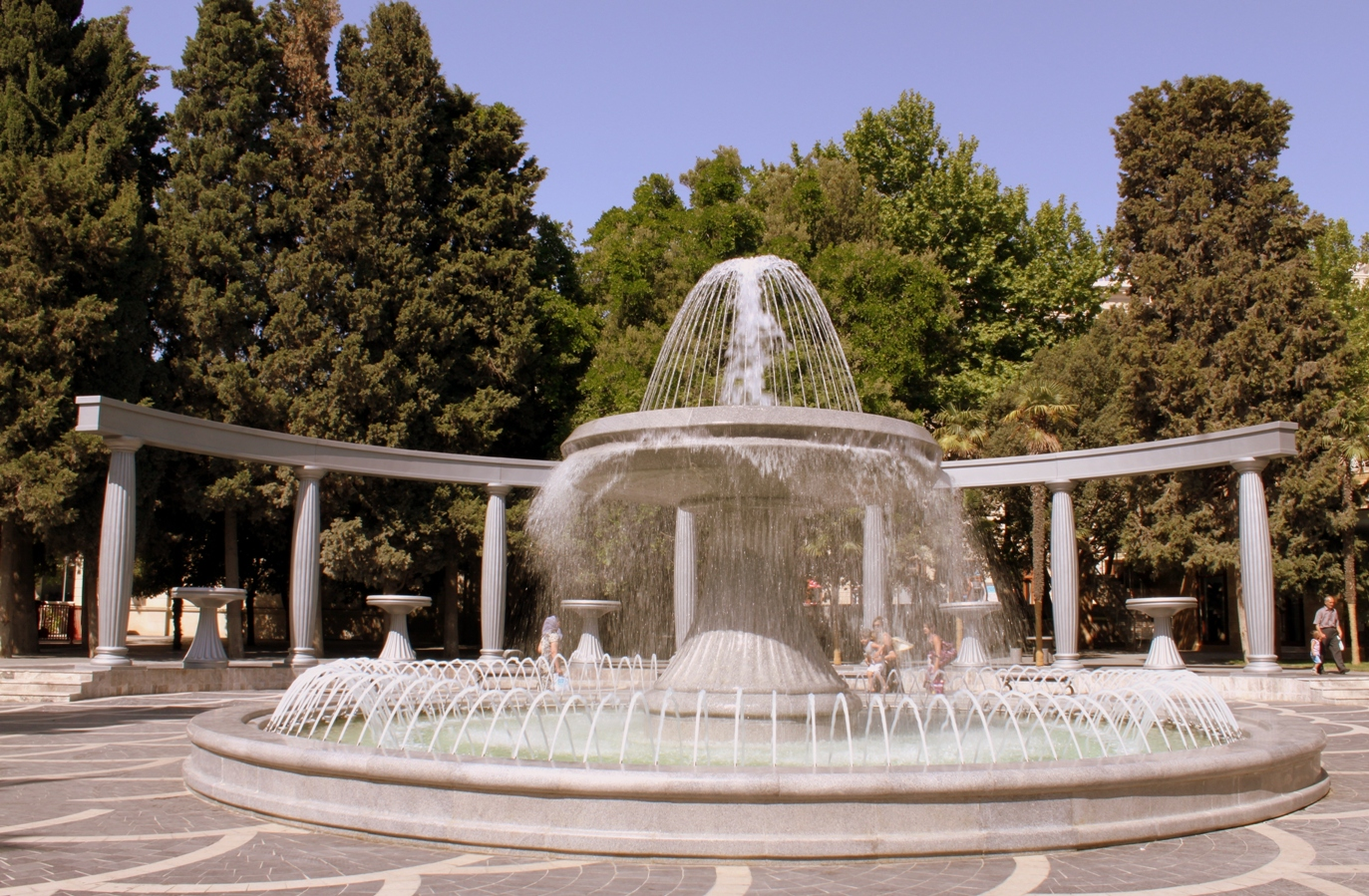
主要喷泉
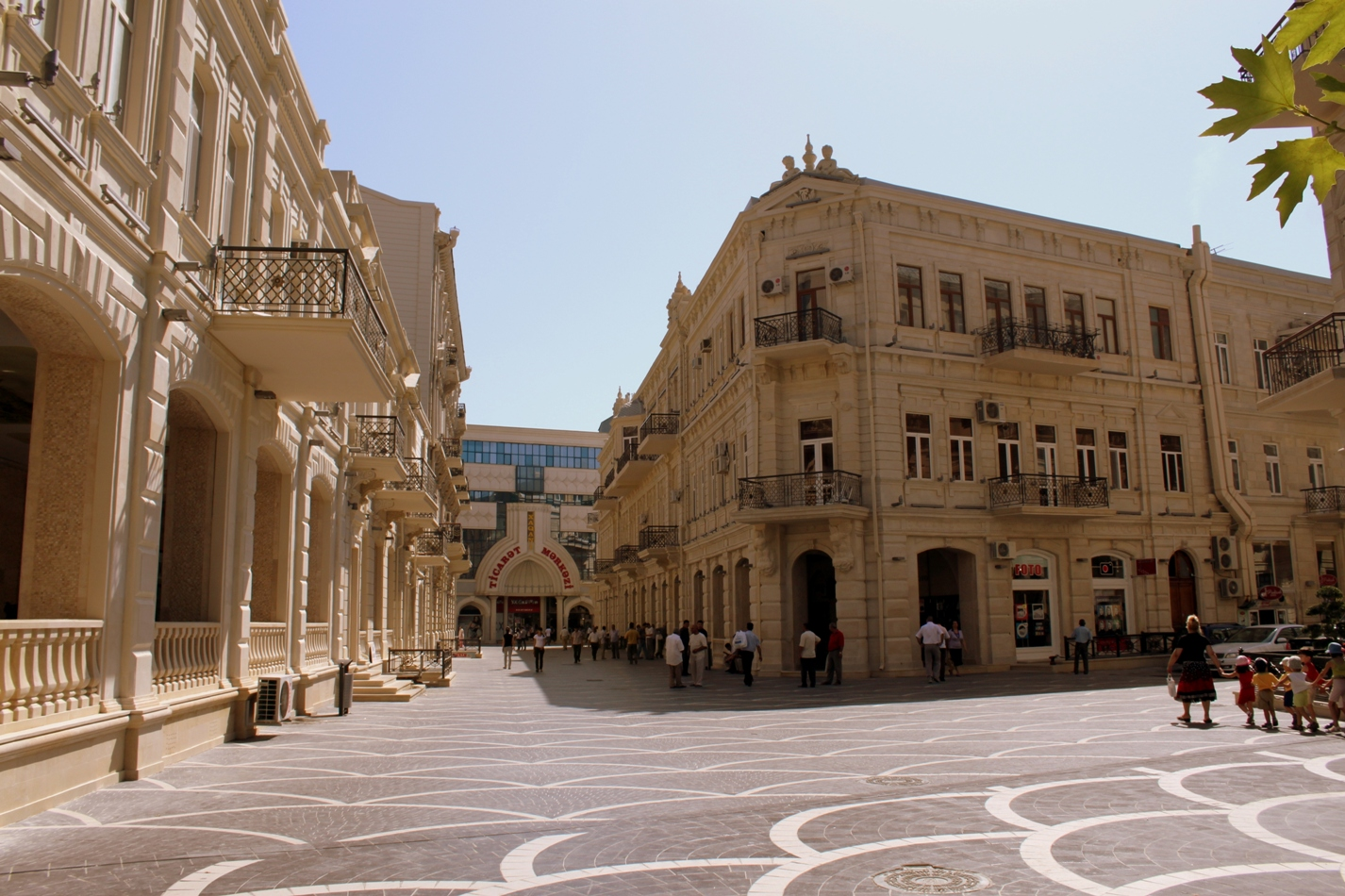
下班后拥挤道路上的古董商人
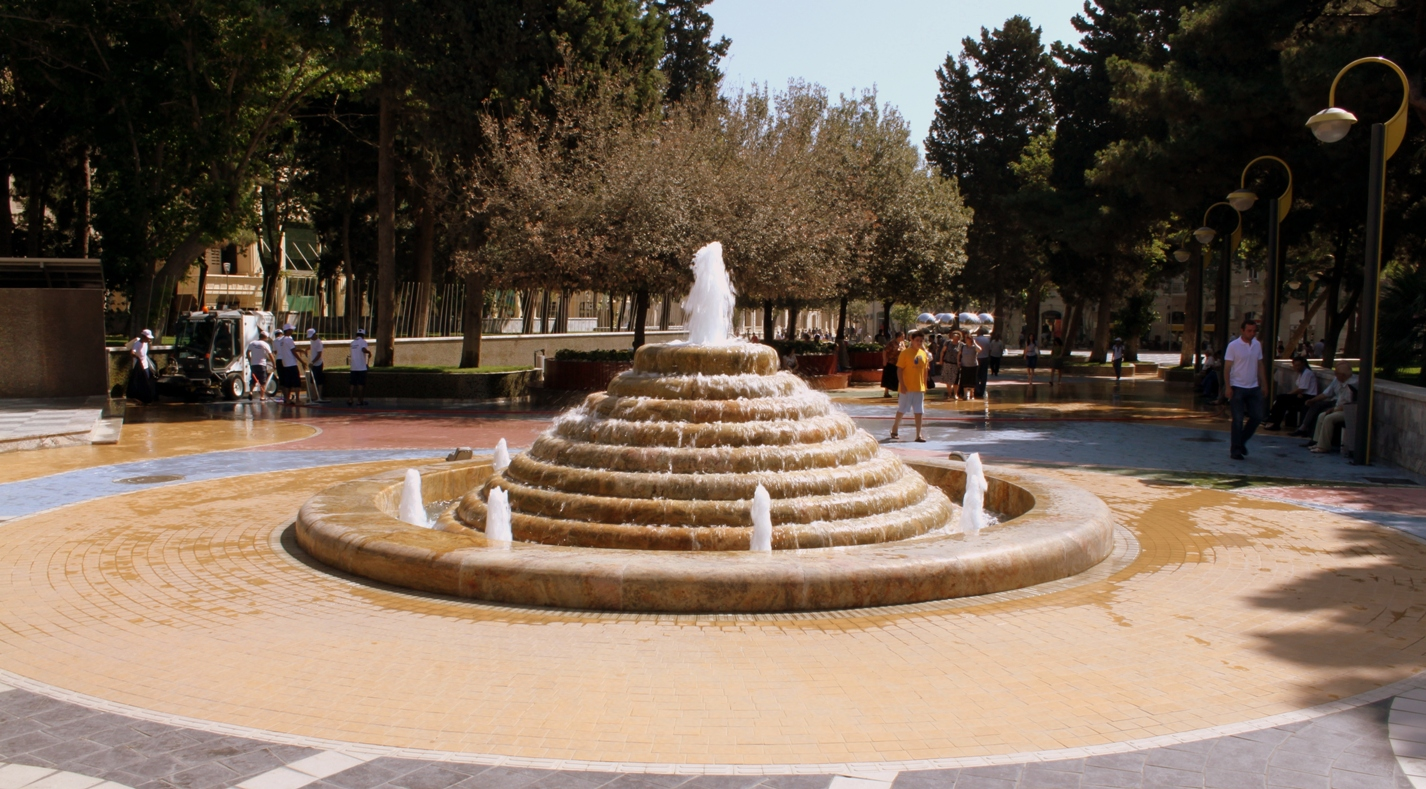
另一个喷泉
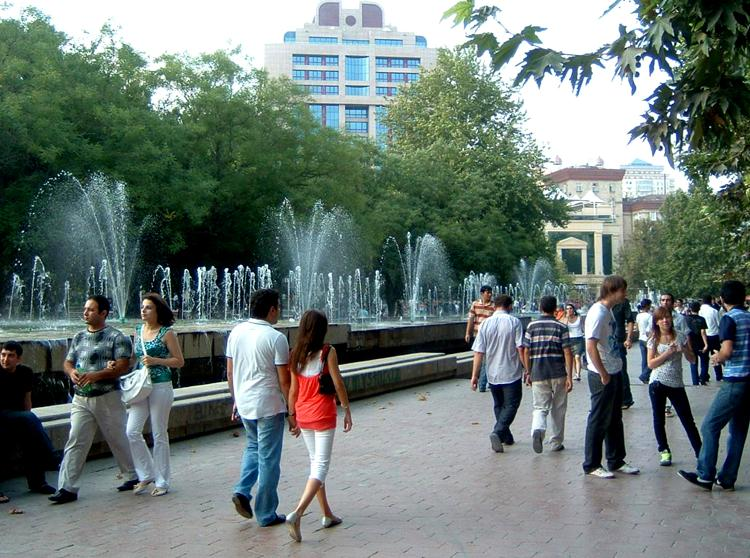
2008年翻新前的喷泉
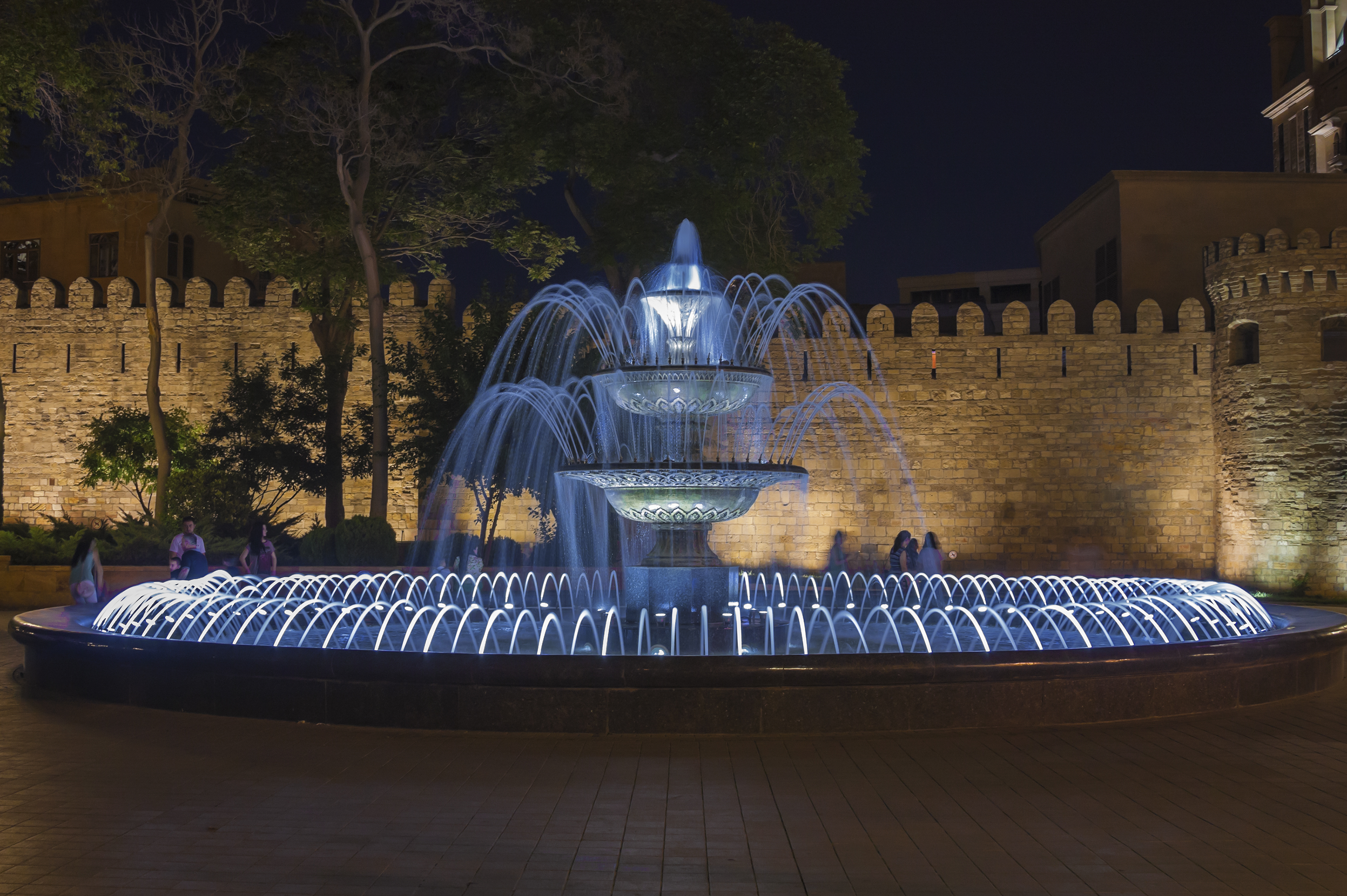
巴库总督花园的喷泉
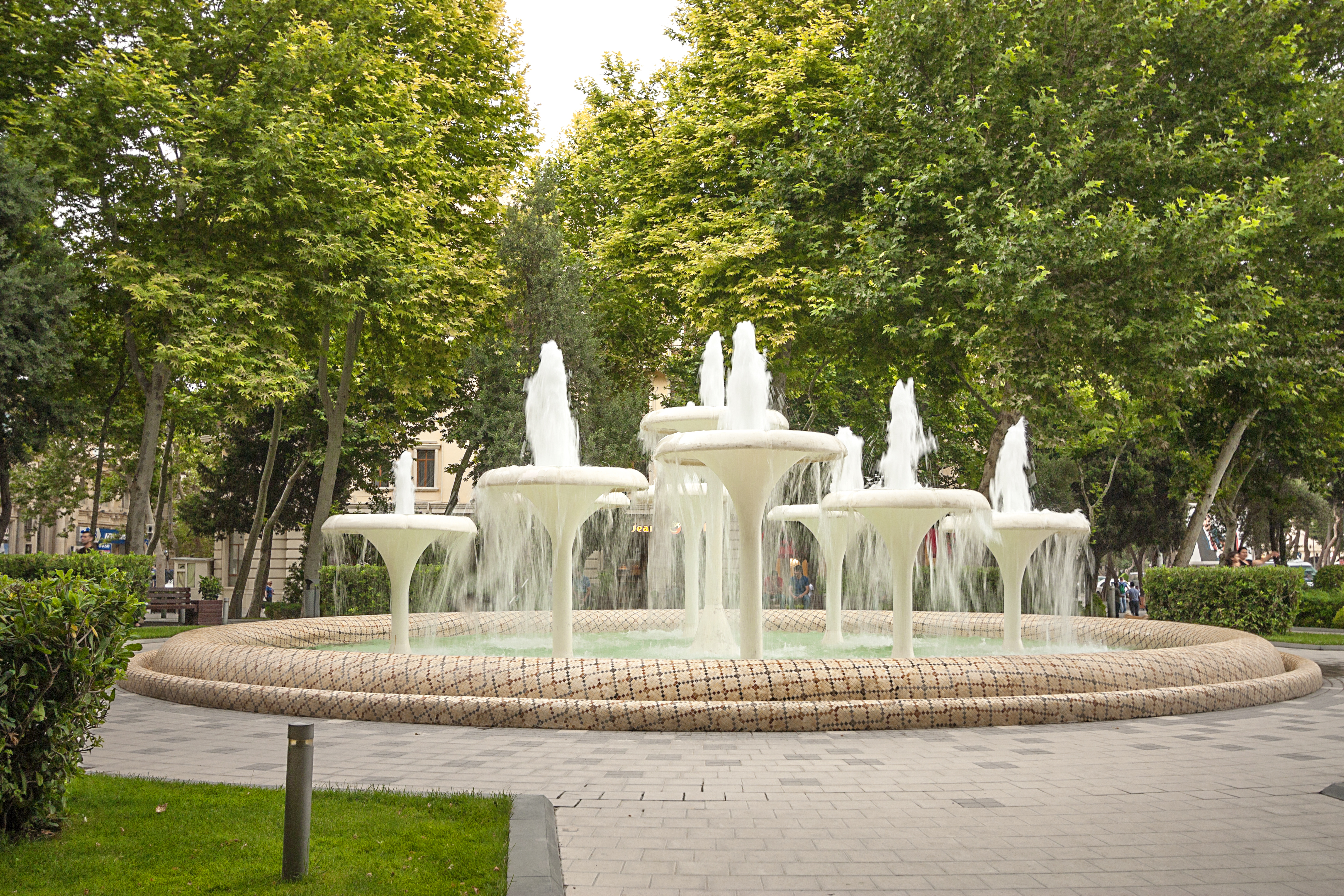
喷泉
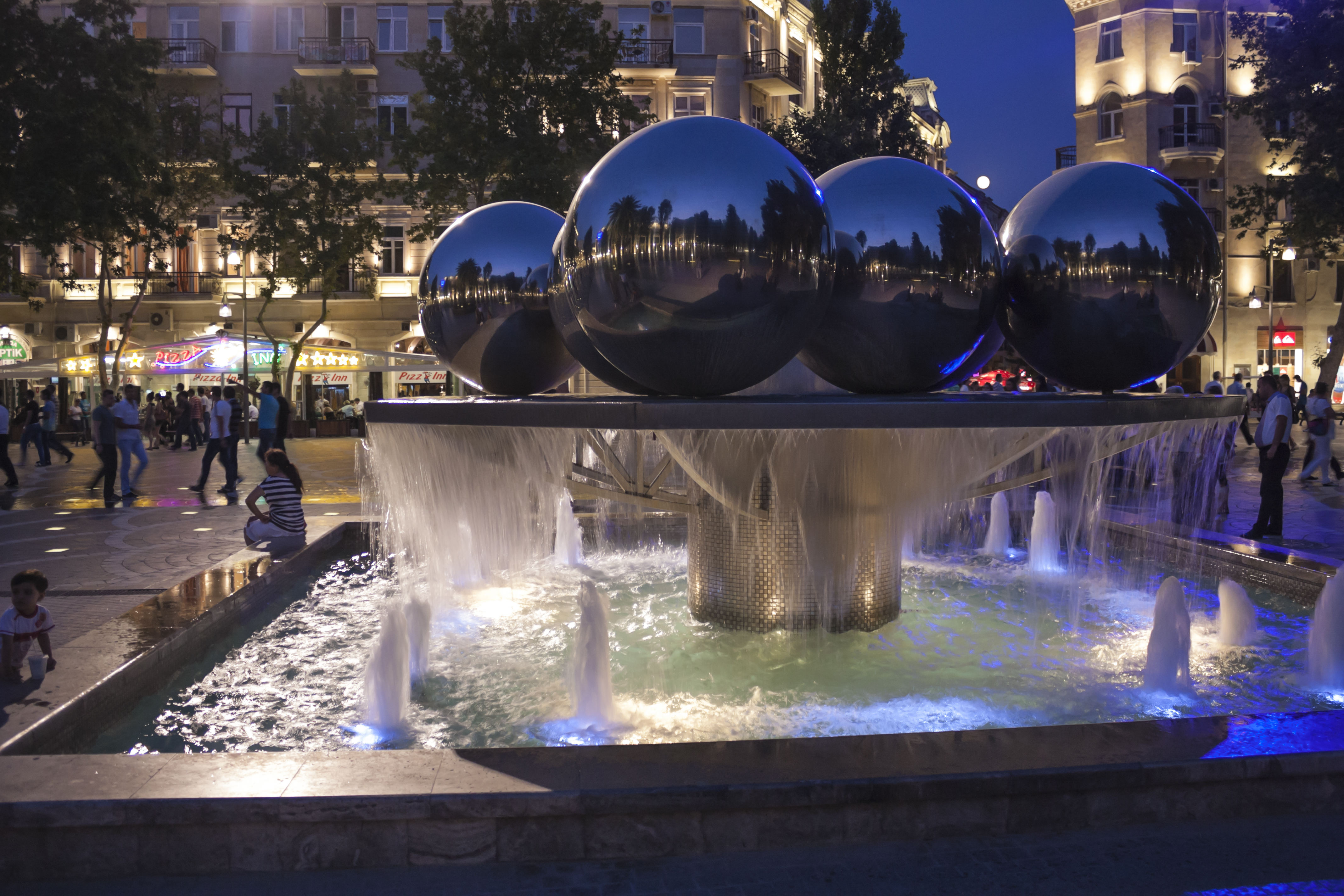
喷泉“球”
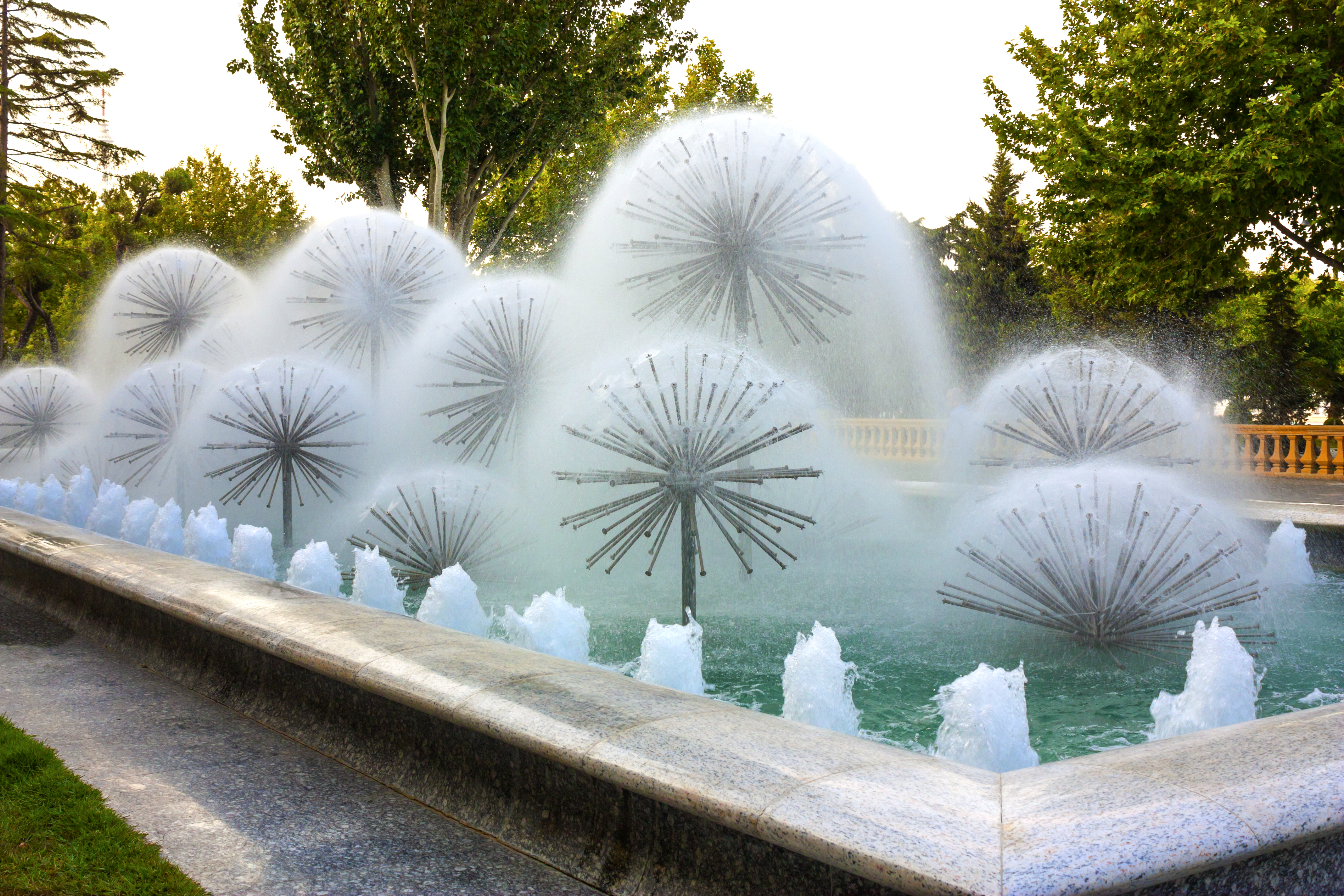
广场上的一个喷泉